# Hokej na lodzie na Zimowych Igrzyskach Olimpijskich 2010 – turniej mężczyzn
Turniej olimpijski w hokeju na lodzie mężczyzn podczas XXI Zimowych Igrzysk Olimpijskich w Vancouver – 21. edycja turnieju w historii i odbył się w dniach od 16 do 28 lutego 2010 roku. Do rywalizacji przystąpiło 12 drużyn, podzielonych na trzy grupy. W każdej z nich zmagania toczyły się systemem kołowym (tj. każdy z każdym, po jednym meczu). Po zakończeniu tego poziomu rozgrywek rozpoczęła się decydująca faza pucharowa. W pierwszej rundzie zagrało osiem najgorszych zespołów fazy grupowej, systemem: 5-12, 6-11, 7-10, 8-9. Zwycięzcy tych par awansowali do ćwierćfinałów, w których już wcześniej znalazły się najlepsze cztery zespoły fazy grupowej. Do finału awansowały dwie drużyny, które zwyciężyły w spotkaniach półfinałowych.
Mecze rozgrywane były w dwóch halach: General Motors Place oraz w UBC Winter Sports Centre. Wszystkie drużyny, które uczestniczyły w turnieju walczyły już w poprzednich turniejach olimpijskich. 
Obrońcami złotych medali byli Szwedzi, którzy w Turynie pokonali Finów 3:2 (0:1, 2:1, 1:0).
W turnieju zwyciężyli Kanadyjczycy, którzy pokonali w finale USA 3:2 (1:0, 1:1, 0:1, 1:0).

## Faza grupowa

### Grupa A
Wyniki
| 16 lutego 2010 | Stany Zjednoczone | 3:1 | Szwajcaria | General Motors Place, Vancouver |

| Szczegóły      | Szczegóły                                                    | Szczegóły       | Szczegóły          | Szczegóły                                                                            |
| -------------- | ------------------------------------------------------------ | --------------- | ------------------ | ------------------------------------------------------------------------------------ |
| Godzina: 12:00 | B. Ryan 18:59 (EQ) D. Backes 25:52 (EQ) R. Malone 28:25 (PP) | (1:0, 2:0, 0:1) | 49:45 (PP) R. Wick | Widzów: 16706 Sędzia główny: Wiaczesław Bułanow Sędziowie liniowi: Daniel O'Halloran |

| 16 lutego 2010 | Kanada | 8:0 | Norwegia | General Motors Place, Vancouver |

| Szczegóły      | Szczegóły | Szczegóły       | Szczegóły | Szczegóły                                                                    |
| -------------- | --- | --------------- | --------- | ---------------------------------------------------------------------------- |
| Godzina: 16:30 | J. Iginla 22:30 (PP) D. Heatley 24:27 (EQ) M. Richards 31:06 (EQ) R. Getzlaf 44:29 (EQ) D. Heatley 47:36 (PP) J. Iginla 47:36 (EQ) C. Perry 51:03 (EQ) J. Iginla 58:11 (EQ) | (0:0, 3:0, 5:0) |           | Widzów: 16652 Sędzia główny: Jyri Ronn Sędziowie liniowi: Christopher Rooney |

| 18 lutego 2010 | Stany Zjednoczone | 6:1 | Norwegia | General Motors Place, Vancouver |

| Szczegóły      | Szczegóły | Szczegóły       | Szczegóły            | Szczegóły                                                                   |
| -------------- | --- | --------------- | -------------------- | --------------------------------------------------------------------------- |
| Godzina: 12:00 | P. Kessel 02:39 (EQ) C. Drury 13:04 (EQ) P. Kane 25:52 (EQ) R. Malone 54:19 (EQ) B. Rafalski 57:00 (PP) B. Rafalski 59:23 (EQ) | (2:0, 1:1, 3:0) | 28:37 (SH) M. Holtet | Widzów: 16710 Sędzia główny: Marc Joannette Sędziowie liniowi: Guy Pellerin |

| 18 lutego 2010 | Szwajcaria | 2:3 pk. | Kanada | General Motors Place, Vancouver |

| Szczegóły      | Szczegóły                                       | Szczegóły                 | Szczegóły                                                        | Szczegóły                                                                      |
| -------------- | ----------------------------------------------- | ------------------------- | ---------------------------------------------------------------- | ------------------------------------------------------------------------------ |
| Godzina: 16:30 | I. Ruthemann 28:59 (EQ) P. Von Guten 39:50 (EQ) | (0:1, 2:1, 0:0, 0:0, 0:1) | 09:21 (EQ) D. Heatley 20:35 (PP) P. Marleau 65:00 (PS) S. Crosby | Widzów: 17019 Sędzia główny: Dennis Larue Sędziowie liniowi: Marcus Vinnerborg |

| 20 lutego 2010 | Norwegia | 4:5 pd. | Szwajcaria | General Motors Place, Vancouver |

| Szczegóły      | Szczegóły                                                                                       | Szczegóły            | Szczegóły | Szczegóły                                                                  |
| -------------- | ----------------------------------------------------------------------------------------------- | -------------------- | --- | -------------------------------------------------------------------------- |
| Godzina: 12:00 | T. Vikingstad 12:21 (EQ) M. Hansen 25:24 (PP) T. Vikingstad 38:46 (EQ) T. Vikingstad 52:18 (EQ) | (1:1, 2:2, 1:1, 0:1) | 01:03 (EQ) J. Sprunger 29:15 (EQ) R. Wick 35:42 (EQ) R. Sannitz 49:56 (PP) S. Blindenbacher 62:28 (EQ) R. Lemm | Widzów: 16952 Sędzia główny: Paul Devorski Sędziowie liniowi: Peter Orszag |

| 21 lutego 2010 | Kanada | 3:5 | Stany Zjednoczone | General Motors Place, Vancouver |

| Szczegóły      | Szczegóły                                                      | Szczegóły       | Szczegóły | Szczegóły                                                                      |
| -------------- | -------------------------------------------------------------- | --------------- | --- | ------------------------------------------------------------------------------ |
| Godzina: 16:45 | E. Staal 08:53 (EQ) D. Heatley 23:32 (EQ) S. Crosby 56:51 (PP) | (1:2, 1:1, 1:2) | 00:41 (EQ) B. Rafalski 09:15 (EQ) B. Rafalski 36:46 (EQ) C. Drury 47:09 (PP) J. Langenbrunner 59:15 (EN) R. Kesler | Widzów: 18561 Sędzia główny: Christopher Rooney Sędziowie liniowi: Brad Watson |

Tabela
Lp. = lokata, M = liczba rozegranych spotkań, W = Wygrane, WpD = Wygrane po dogrywce lub karnych, PpD = Porażki po dogrywce lub karnych, P = Porażki, G+ = Gole strzelone, G- = Gole stracone, Pkt = Liczba zdobytych punktów
| Lp. | Zespół     | M | Pkt | W | WpD | PpD | P | G + | G - | +/- |
| --- | ---------- | - | --- | - | --- | --- | - | --- | --- | --- |
| 1   | USA        | 3 | 9   | 3 | 0   | 0   | 0 | 14  | 5   | +9  |
| 2   | Kanada     | 3 | 5   | 1 | 1   | 0   | 1 | 14  | 7   | +7  |
| 3   | Szwajcaria | 3 | 3   | 0 | 1   | 1   | 1 | 8   | 10  | -2  |
| 4   | Norwegia   | 3 | 1   | 0 | 0   | 1   | 2 | 5   | 19  | -14 |

### Grupa B
Wyniki
| 16 lutego 2010 | Rosja | 8:2 | Łotwa | General Motors Place, Vancouver |

| Szczegóły      | Szczegóły | Szczegóły       | Szczegóły                                      | Szczegóły                                                                      |
| -------------- | --- | --------------- | ---------------------------------------------- | ------------------------------------------------------------------------------ |
| Godzina: 21:00 | D. Zaripow 02:38 (EQ) A. Radułow 07:46 (EQ) A. Owieczkin 19:25 (EQ) J. Małkin 38:18 (PP) A. Owieczkin 40:59 (EQ) D. Zaripow 41:30 (EQ) I. Kowalczuk 43:04 (EQ) A. Morozow 58:57 (EQ) | (3:0, 1:0, 4:2) | 40:33 (EQ) H. Vasiļjevs 43:35 (EQ) Ģ. Ankipāns | Widzów: 16862 Sędzia główny: Dennis Laure Sędziowie liniowi: Marcus Vinnerborg |

| 17 lutego 2010 | Czechy | 3:1 | Słowacja | General Motors Place, Vancouver |

| Szczegóły      | Szczegóły                                                     | Szczegóły       | Szczegóły             | Szczegóły                                                                |
| -------------- | ------------------------------------------------------------- | --------------- | --------------------- | ------------------------------------------------------------------------ |
| Godzina: 21:00 | P. Eliáš 09:02 (EQ) J. Jágr 37:26 (EQ) T. Plekanec 39:58 (PP) | (1:0, 2:1, 0:0) | 20:47 (EQ) M. Gáborík | Widzów: 16924 Sędzia główny: Brent Reiber Sędziowie liniowi: Brad Watson |

| 18 lutego 2010 | Słowacja | 2:1 pk. | Rosja | General Motors Place, Vancouver |

| Szczegóły      | Szczegóły                                 | Szczegóły                 | Szczegóły             | Szczegóły                                                                   |
| -------------- | ----------------------------------------- | ------------------------- | --------------------- | --------------------------------------------------------------------------- |
| Godzina: 21:00 | M. Hossa 49:48 (EQ) P. Demitra 65:00 (PS) | (0:0, 0:1, 1:0, 0:0, 1:0) | 25:32 (EQ) A. Morozow | Widzów: 17202 Sędzia główny: Danny Kurmann Sędziowie liniowi: Bill McCreary |

| 19 lutego 2010 | Czechy | 5:2 | Łotwa | General Motors Place, Vancouver |

| Szczegóły      | Szczegóły                                                                                                | Szczegóły       | Szczegóły                                     | Szczegóły                                                                    |
| -------------- | --- | --------------- | --------------------------------------------- | ---------------------------------------------------------------------------- |
| Godzina: 16:30 | D. Krejčí 02:30 (EQ) T. Plekanec 03:33 (EQ) J. Jágr 05:07 (PP) T. Kaberle 26:33 (PP) P. Eliáš 59:42 (EN) | (3:0, 1:2, 1:0) | 35:30 (EQ) K. Sotnieks 38:26 (PP) Ģ. Ankipāns | Widzów: 16984 Sędzia główny: Jyri Ronn Sędziowie liniowi: Christopher Rooney |

| 20 lutego 2010 | Łotwa | 0:6 | Słowacja | General Motors Place, Vancouver |

| Szczegóły      | Szczegóły | Szczegóły       | Szczegóły | Szczegóły                                                                           |
| -------------- | --------- | --------------- | --- | ----------------------------------------------------------------------------------- |
| Godzina: 16:30 |           | (0:3, 0:2, 0:1) | 02:44 (PP) Ľ. Višňovský 09:11 (EQ) R. Zednik 17:08 (EQ) J. Stümpel 21:07 (PP) M. Hossa 22:20 (EQ) M. Handzuš 57:20 (EQ) I. Baranka | Widzów: 17023 Sędzia główny: Daniel O'Halloran Sędziowie liniowi: Marcus Vinnerborg |

| 21 lutego 2010 | Rosja | 4:2 | Czechy | General Motors Place, Vancouver |

| Szczegóły      | Szczegóły                                                                           | Szczegóły       | Szczegóły                                     | Szczegóły                                                                      |
| -------------- | ----------------------------------------------------------------------------------- | --------------- | --------------------------------------------- | ------------------------------------------------------------------------------ |
| Godzina: 12:00 | J. Małkin 15:13 (PP) W. Kozłow 34:34 (EQ) J. Małkin 41:49 (EQ) P. Daciuk 59:47 (EN) | (1:1, 1:0, 2:1) | 19:06 (PP) T. Plekanec 54:51 (EQ) M. Michálek | Widzów: 17114 Sędzia główny: Daniel O'Halloran Sędziowie liniowi: Guy Pellerin |

Tabela
Lp. = lokata, M = liczba rozegranych spotkań, W = Wygrane, WpD = Wygrane po dogrywce lub karnych, PpD = Porażki po dogrywce lub karnych, P = Porażki, G+ = Gole strzelone, G- = Gole stracone, Pkt = Liczba zdobytych punktów
| Lp. | Zespół   | M | Pkt | W | WpD | PpD | P | G + | G - | +/- |
| --- | -------- | - | --- | - | --- | --- | - | --- | --- | --- |
| 1   | Rosja    | 3 | 7   | 2 | 0   | 1   | 0 | 13  | 6   | +7  |
| 2   | Czechy   | 3 | 6   | 2 | 0   | 0   | 1 | 10  | 7   | +3  |
| 3   | Słowacja | 3 | 5   | 1 | 1   | 0   | 1 | 9   | 4   | +5  |
| 4   | Łotwa    | 3 | 0   | 0 | 0   | 0   | 3 | 4   | 19  | -15 |

### Grupa C
Wyniki
| 17 lutego 2010 | Finlandia | 5:1 | Białoruś | General Motors Place, Vancouver |

| Szczegóły      | Szczegóły                                                                                                  | Szczegóły       | Szczegóły              | Szczegóły                                                                  |
| -------------- | --- | --------------- | ---------------------- | -------------------------------------------------------------------------- |
| Godzina: 12:00 | O. Jokinen 03:24 (PP) N. Hagman 17:50 (PP) N. Hagman 36:52 (EQ) V. Filppula 40:23 (EQ) J. Ruutu 52:59 (EQ) | (2:0, 1:1, 2:0) | 20:21 (EQ) S. Kascicyn | Widzów: 16639 Sędzia główny: Paul Devorski Sędziowie liniowi: Peter Orszag |

| 17 lutego 2010 | Szwecja | 2:0 | Niemcy | General Motors Place, Vancouver |

| Szczegóły      | Szczegóły                                   | Szczegóły       | Szczegóły | Szczegóły                                                                   |
| -------------- | ------------------------------------------- | --------------- | --------- | --------------------------------------------------------------------------- |
| Godzina: 16:30 | M. Öhlund 24:29 (PP) L. Eriksson 34:13 (EQ) | (0:0, 2:0, 0:0) |           | Widzów: 16966 Sędzia główny: Marc Joannette Sędziowie liniowi: Guy Pellerin |

| 19 lutego 2010 | Białoruś | 2:4 | Szwecja | General Motors Place, Vancouver |

| Szczegóły      | Szczegóły                                       | Szczegóły       | Szczegóły                                                                                   | Szczegóły                                                                 |
| -------------- | ----------------------------------------------- | --------------- | ------------------------------------------------------------------------------------------- | ------------------------------------------------------------------------- |
| Godzina: 12:00 | D. Mialeszka 34:40 (PP) D. Mialeszka 51:33 (EQ) | (0:2, 1:1, 1:1) | 06:40 (EQ) D. Sedin 09:04 (PP) D. Alfredsson 29:35 (EQ) J. Franzén 59:49 (EQ) D. Alfredsson | Widzów: 16878 Sędzia główny: Dennis Larue Sędziowie liniowi: Brent Reiber |

| 19 lutego 2010 | Finlandia | 5:0 | Niemcy | General Motors Place, Vancouver |

| Szczegóły      | Szczegóły                                                                                                  | Szczegóły       | Szczegóły | Szczegóły                                                                      |
| -------------- | --- | --------------- | --------- | ------------------------------------------------------------------------------ |
| Godzina: 21:00 | T. Ruutu 04:21 (PP) K. Timonen 24:04 (PP) K. Timonen 36:03 (PP) J. Ruutu 47:10 (EQ) J. Pitkänen 49:01 (PP) | (1:0, 2:0, 2:0) |           | Widzów: 16662 Sędzia główny: Wiaczesław Bułanow Sędziowie liniowi: Brad Watson |

| 20 lutego 2010 | Niemcy | 3:5 | Białoruś | General Motors Place, Vancouver |

| Szczegóły      | Szczegóły                                                      | Szczegóły       | Szczegóły                                                                                                   | Szczegóły                                                                   |
| -------------- | -------------------------------------------------------------- | --------------- | --- | --------------------------------------------------------------------------- |
| Godzina: 21:00 | D. Seidenberg 05:39 (PP) J. Tripp 51:49 (EQ) M. Goc 52:10 (EQ) | (1:1, 0:1, 2:3) | 10:43 (EQ) A. Ugarow 28:36 (EQ) A. Kalużny 51:10 (EQ) S. Kascicyn 54:36 (PP) R. Salej 58:45 (EQ) A. Kalużny | Widzów: 16979 Sędzia główny: Danny Kurmann Sędziowie liniowi: Bill McCreary |

| 21 lutego 2010 | Szwecja | 3:0 | Finlandia | General Motors Place, Vancouver |

| Szczegóły      | Szczegóły                                                             | Szczegóły       | Szczegóły | Szczegóły                                                                    |
| -------------- | --------------------------------------------------------------------- | --------------- | --------- | ---------------------------------------------------------------------------- |
| Godzina: 21:00 | L. Eriksson 06:41 (PP) N. Bäckström 24:19 (EQ) L. Eriksson 38:08 (PP) | (1:0, 2:0, 0:0) |           | Widzów: 17410 Sędzia główny: Marc Joannette Sędziowie liniowi: Danny Kurmann |

Tabela
Lp. = lokata, M = liczba rozegranych spotkań, W = Wygrane, WpD = Wygrane po dogrywce lub karnych, PpD = Porażki po dogrywce lub karnych, P = Porażki, G+ = Gole strzelone, G- = Gole stracone, Pkt = Liczba zdobytych punktów
| Lp. | Zespół    | M | Pkt | W | WpD | PpD | P | G + | G - | +/- |
| --- | --------- | - | --- | - | --- | --- | - | --- | --- | --- |
| 1   | Szwecja   | 3 | 9   | 3 | 0   | 0   | 0 | 9   | 2   | +7  |
| 2   | Finlandia | 3 | 6   | 2 | 0   | 0   | 1 | 10  | 4   | +6  |
| 3   | Białoruś  | 3 | 3   | 1 | 0   | 0   | 2 | 8   | 12  | -4  |
| 4   | Niemcy    | 3 | 0   | 0 | 0   | 0   | 3 | 3   | 12  | -9  |

## Runda kwalifikacyjna
| 23 lutego 2010 | Szwajcaria | 3:2 pk. | Białoruś | General Motors Place, Vancouver |

| Szczegóły      | Szczegóły                                                            | Szczegóły                 | Szczegóły                                   | Szczegóły                                                                  |
| -------------- | -------------------------------------------------------------------- | ------------------------- | ------------------------------------------- | -------------------------------------------------------------------------- |
| Godzina: 12:00 | J. Sprunger 12:25 (PP) H. Domenichelli 27:07 (PP) R. Lemm 70:00 (PS) | (1:1, 1:1, 0:0, 0:0, 1:0) | 00:59 (EQ) A. Kalużny 35:42 (PP) K. Zaharau | Widzów: 17397 Sędzia główny: Paul Devorski Sędziowie liniowi: Peter Orszag |

| 23 lutego 2010 | Kanada | 8:2 | Niemcy | General Motors Place, Vancouver |

| Szczegóły      | Szczegóły | Szczegóły       | Szczegóły                              | Szczegóły                                                                   |
| -------------- | --- | --------------- | -------------------------------------- | --------------------------------------------------------------------------- |
| Godzina: 16:30 | J. Thornton 10:13 (EQ) S. Weber 22:32 (EQ) J. Iginla 23:41 (PP) J. Iginla 28:50 (EQ) S. Crosby 41:10 (EQ) M. Richards 46:41 (EQ) S. Niedermayer 51:22 (EQ) R. Nash 56:28 (EQ) | (1:0, 3:1, 4:1) | 36:34 (EQ) M. Goc 58:58 (EQ) M. Klinge | Widzów: 17723 Sędzia główny: Jyri Ronn Sędziowie liniowi: Chistopher Rooney |

| 23 lutego 2010 | Czechy | 3:2 pd. | Łotwa | UBC Winter Sports Centre, Vancouver |

| Szczegóły      | Szczegóły                                                            | Szczegóły            | Szczegóły                                   | Szczegóły                                                                 |
| -------------- | -------------------------------------------------------------------- | -------------------- | ------------------------------------------- | ------------------------------------------------------------------------- |
| Godzina: 19:00 | T. Rolinek 05:52 (PP) T. Fleischmann 11:06 (EQ) D. Krejčí 65:10 (EQ) | (2:0, 0:0, 0:2, 1:0) | 52:02 (EQ) M. Cipulis 56:19 (EQ) M. Rēdlihs | Widzów: 5448 Sędzia główny: Bill McCreary Sędziowie liniowi: Brent Reiber |

| 23 lutego 2010 | Słowacja | 4:3 | Norwegia | General Motors Place, Vancouver |

| Szczegóły      | Szczegóły                                                                            | Szczegóły       | Szczegóły                                                                        | Szczegóły                                                                         |
| -------------- | ------------------------------------------------------------------------------------ | --------------- | -------------------------------------------------------------------------------- | --------------------------------------------------------------------------------- |
| Godzina: 21:00 | M. Handzuš 07:03 (PP) M. Gáborík 09:48 (PP) R. Zedník 18:52 (PP) M. Šatan 48:41 (EQ) | (3:1, 0:2, 1:0) | 18:06 (EQ) M. Zuccarello Aasen 27:27 (EQ) T. Vikingstad 39:59 (EQ) A. Bastiansen | Widzów: 17583 Sędzia główny: Wiaczesław Bułanow Sędziowie liniowi: Marc Joannette |

## Faza pucharowa
|  |                            |                   |                            |                            |   |                   |                            |                            |                            |                            |                   |       |       |
|  | Ćwierćfinały               | Ćwierćfinały      | Ćwierćfinały               |                            |   | Półfinały         | Półfinały                  | Półfinały                  |                            |                            | Finał             | Finał | Finał |
|  | Ćwierćfinały               | Ćwierćfinały      | Ćwierćfinały               |                            |   | Półfinały         | Półfinały                  | Półfinały                  |                            |                            | Finał             | Finał | Finał |
|  | 24 lutego 2010 - Vancouver |                   |                            |                            |   |                   |                            |                            |                            |                            |                   |       |       |
|  |                            |                   |                            |                            |   |                   |                            |                            |                            |                            |                   |       |       |
|  | Stany Zjednoczone          | Stany Zjednoczone | 2                          |                            |   |                   |                            |                            |                            |                            |                   |       |       |
|  | Stany Zjednoczone          | Stany Zjednoczone | 2                          | 26 lutego 2010 - Vancouver |   |                   |                            |                            |                            |                            |                   |       |       |
|  | Szwajcaria                 | Szwajcaria        | 0                          |                            |   |                   |                            |                            |                            |                            |                   |       |       |
|  | Szwajcaria                 | Szwajcaria        | 0                          |                            |   | Stany Zjednoczone | Stany Zjednoczone          | 6                          |                            |                            |                   |       |       |
|  | 24 lutego 2010 - Vancouver |                   |                            |                            |   | Stany Zjednoczone | Stany Zjednoczone          | 6                          |                            |                            |                   |       |       |
|  |                            |                   | Finlandia                  | Finlandia                  | 1 |                   |                            |                            |                            |                            |                   |       |       |
|  | Finlandia                  | Finlandia         | Finlandia                  | Finlandia                  | 1 | 2                 |                            |                            |                            |                            |                   |       |       |
|  | Finlandia                  | Finlandia         |                            |                            |   | 2                 | 28 lutego 2010 - Vancouver |                            |                            |                            |                   |       |       |
|  | Czechy                     | Czechy            | 0                          |                            |   |                   |                            |                            |                            |                            |                   |       |       |
|  | Czechy                     | Czechy            | 0                          |                            |   | Stany Zjednoczone | Stany Zjednoczone          | 2                          |                            |                            |                   |       |       |
|  | 24 lutego 2010 - Vancouver |                   |                            |                            |   | Stany Zjednoczone | Stany Zjednoczone          | 2                          |                            |                            |                   |       |       |
|  |                            |                   | Kanada                     | Kanada                     | 3 |                   |                            |                            |                            |                            |                   |       |       |
|  | Szwecja                    | Szwecja           | Kanada                     | Kanada                     | 3 | 3                 |                            |                            |                            |                            |                   |       |       |
|  | Szwecja                    | Szwecja           | 26 lutego 2010 - Vancouver |                            |   | 3                 |                            |                            |                            |                            |                   |       |       |
|  | Słowacja                   | Słowacja          | 4                          |                            |   |                   |                            |                            |                            |                            |                   |       |       |
|  | Słowacja                   | Słowacja          | 4                          |                            |   | Słowacja          | Słowacja                   | 2                          | Mecz o 3. miejsce          | Mecz o 3. miejsce          | Mecz o 3. miejsce |       |       |
|  | 24 lutego 2010 - Vancouver |                   |                            |                            |   | Słowacja          | Słowacja                   | 2                          | Mecz o 3. miejsce          | Mecz o 3. miejsce          | Mecz o 3. miejsce |       |       |
|  |                            |                   | Kanada                     | Kanada                     | 3 |                   |                            | 27 lutego 2010 - Vancouver | 27 lutego 2010 - Vancouver | 27 lutego 2010 - Vancouver |                   |       |       |
|  | Rosja                      | Rosja             | Kanada                     | Kanada                     | 3 | 3                 |                            | 27 lutego 2010 - Vancouver | 27 lutego 2010 - Vancouver | 27 lutego 2010 - Vancouver |                   |       |       |
|  | Rosja                      | Rosja             |                            |                            |   |                   |                            | Finlandia                  | Finlandia                  | 5                          |                   |       |       |
|  | Kanada                     | Kanada            | 7                          |                            |   |                   |                            |                            | Finlandia                  | 5                          |                   |       |       |
|  | Kanada                     | Kanada            | 7                          |                            |   |                   |                            | Słowacja                   | Słowacja                   | 3                          |                   |       |       |
|  |                            |                   |                            |                            |   |                   |                            |                            | Słowacja                   | 3                          |                   |       |       |

### Ćwierćfinały
| 24 lutego 2010 | Stany Zjednoczone | 2:0 | Szwajcaria | General Motors Place, Vancouver |

| Szczegóły      | Szczegóły                                 | Szczegóły       | Szczegóły | Szczegóły                                                                 |
| -------------- | ----------------------------------------- | --------------- | --------- | ------------------------------------------------------------------------- |
| Godzina: 12:00 | Z. Parise 42:09 (PP) Z. Parise 59:48 (EN) | (0:0, 0:0, 2:0) |           | Widzów: 17536 Sędzia główny: Paul Devorski Sędziowie liniowi: Petr Orszag |

| 24 lutego 2010 | Rosja | 3:7 | Kanada | General Motors Place, Vancouver |

| Szczegóły      | Szczegóły                                                             | Szczegóły       | Szczegóły | Szczegóły                                                                      |
| -------------- | --------------------------------------------------------------------- | --------------- | --- | ------------------------------------------------------------------------------ |
| Godzina: 16:30 | D. Kalinin 14:39 (EQ) M. Afinogienow 24:46 (EQ) S. Gonczar 31:40 (PP) | (1:4, 2:3, 0:0) | 02:21 (EQ) R. Getzlaf 12:09 (PP) D. Boyle 12:55 (EQ) R. Nash 18:18 (EQ) B. Morrow 23:10 (EQ) C. Perry 24:07 (EQ) S. Weber 29:51 (EQ) C. Perry | Widzów: 17740 Sędzia główny: Dennis Larue Sędziowie liniowi: Marcus Vinnerborg |

| 24 lutego 2010 | Finlandia | 2:0 | Czechy | UBC Winter Sports Centre, Vancouver |

| Szczegóły      | Szczegóły                                   | Szczegóły       | Szczegóły | Szczegóły                                                                    |
| -------------- | ------------------------------------------- | --------------- | --------- | ---------------------------------------------------------------------------- |
| Godzina: 19:00 | N. Hagman 53:34 (PP) V. Filppula 58:25 (EN) | (0:0, 0:0, 2:0) |           | Widzów: 5461 Sędzia główny: Daniel O'Halloran Sędziowie liniowi: Brad Watson |

| 24 lutego 2010 | Szwecja | 3:4 | Słowacja | General Motors Place, Vancouver |

| Szczegóły      | Szczegóły                                                                 | Szczegóły       | Szczegóły                                                                              | Szczegóły                                                               |
| -------------- | ------------------------------------------------------------------------- | --------------- | -------------------------------------------------------------------------------------- | ----------------------------------------------------------------------- |
| Godzina: 21:00 | P. Hörnqvist 33:49 (EQ) H. Zetterberg 34:26 (EQ) D. Alfredsson 49:39 (EQ) | (0:0, 2:3, 1:1) | 27:34 (PP) M. Gáborík 28:11 (EQ) A. Sekera 39:12 (PP) P. Demitra 49:01 (EQ) T. Kopecký | Widzów: 17493 Sędzia główny: Bill McCreary Sędziowie liniowi: Jyri Ronn |

### Półfinały
| 26 lutego 2010 | Stany Zjednoczone | 6:1 | Finlandia | General Motors Place, Vancouver |

| Szczegóły      | Szczegóły | Szczegóły       | Szczegóły               | Szczegóły                                                                           |
| -------------- | --- | --------------- | ----------------------- | ----------------------------------------------------------------------------------- |
| Godzina: 12:00 | R. Malone 02:04 (EQ) Z. Parise 06:22 (PP) E. Johnson 08:36 (PP) P. Kane 10:08 (EQ) P. Kane 12:31 (EQ) P. Stastny 12:46 (EQ) | (6:0, 0:0, 0:1) | 54:46 (PP) A. Miettinen | Widzów: 17602 Sędzia główny: Daniel O'Halloran Sędziowie liniowi: Marcus Vinnerborg |

| 26 lutego 2010 | Kanada | 3:2 | Słowacja | General Motors Place, Vancouver |

| Szczegóły      | Szczegóły                                                        | Szczegóły       | Szczegóły                                     | Szczegóły                                                              |
| -------------- | ---------------------------------------------------------------- | --------------- | --------------------------------------------- | ---------------------------------------------------------------------- |
| Godzina: 18:30 | P. Marleau 13:30 (EQ) B. Morrow 15:17 (EQ) R. Getzlaf 36:54 (PP) | (2:0, 1:0, 0:2) | 51:35 (EQ) Ľ. Višňovský 55:07 (EQ) M. Handzuš | Widzów: 17799 Sędzia główny: Dennis Larue Sędziowie liniowi: Jyri Ronn |

### Mecz o trzecie miejsce
| 27 lutego 2010 | Finlandia | 5:3 | Słowacja | General Motors Place, Vancouver |

| Szczegóły      | Szczegóły                                                                                                  | Szczegóły       | Szczegóły                                                       | Szczegóły                                                                 |
| -------------- | --- | --------------- | --------------------------------------------------------------- | ------------------------------------------------------------------------- |
| Godzina: 19:00 | S. Salo 18:50 (PP) N. Hagman 45:06 (PP) O. Jokinen 46:41 (EQ) O. Jokinen 48:41 (PP) V. Filppula 59:49 (EN) | (1:0, 0:3, 4:0) | 29:56 (PP) M. Gáborík 25:38 (PP) M. Hossa 38:45 (SH) P. Demitra | Widzów: 17322 Sędzia główny: Paul Devorski Sędziowie liniowi: Brad Watson |

### Finał
| 28 lutego 2010 | Stany Zjednoczone | 2:3 pd. | Kanada | General Motors Place, Vancouver |

| Szczegóły      | Szczegóły                                 | Szczegóły            | Szczegóły                                                    | Szczegóły                                                                       |
| -------------- | ----------------------------------------- | -------------------- | ------------------------------------------------------------ | ------------------------------------------------------------------------------- |
| Godzina: 12:15 | R. Kesler 32:44 (EQ) Z. Parise 59:35 (EQ) | (0:1, 1:1, 1:0, 0:1) | 12:50 (EQ) J. Toews 27:13 (EQ) C. Perry 67:40 (EQ) S. Crosby | Widzów: 17748 Sędzia główny: Bill McCreary Sędziowie liniowi: Daniel O'Halloran |

## Statystyki
Zawodnicy z pola
- Klasyfikacja strzelców –  Jarome Iginla: 5 goli
- Klasyfikacja asystentów –  Pavol Demitra i  Jonathan Toews (ex aequo): 7 asyst
- Klasyfikacja kanadyjska –  Pavol Demitra: 10 punktów
- Klasyfikacja +/- turnieju –  Jonathan Toews: +9

Bramkarze
- Czas spędzony w grze –  Ryan Miller: 355:07
- Skuteczność interwencji –  Ryan Miller: 94,56%
- Liczba obronionych strzałów –  Ryan Miller: 139
- Średnia goli straconych na mecz –  Henrik Lundqvist: 1,34
- Mecze bez straty gola –  Henrik Lundqvist: 2

## Nagrody
- Najbardziej Wartościowy Zawodnik (MVP) turnieju:  Ryan Miller
- Najlepszy bramkarz turnieju:  Ryan Miller
- Najlepszy obrońca turnieju:  Brian Rafalski
- Najlepszy napastnik turnieju:  Jonathan Toews

Skład gwiazd turnieju
- Bramkarz:  Ryan Miller
- Obrońcy:  Brian Rafalski,  Shea Weber
- Napastnicy:  Jonathan Toews,  Zach Parise,  Pavol Demitra

InneKanadyjczyk Eric Staal zdobywając złoty medal stał się członkiem Triple Gold Club.

### Medaliści
| Złoto | Srebro | Brąz |
| Kanada | Stany Zjednoczone | Finlandia |
| Patrice Bergeron Dan Boyle Martin Brodeur Sidney Crosby Drew Doughty Marc-André Fleury Ryan Getzlaf Dany Heatley Jarome Iginla Duncan Keith Roberto Luongo Patrick Marleau Brenden Morrow Rick Nash Scott Niedermayer – kapitan Corey Perry Chris Pronger Mike Richards Brent Seabrook Eric Staal Joe Thornton Jonathan Toews Shea Weber Trener: Mike Babcock | David Backes Dustin Brown Ryan Callahan Chris Drury Tim Gleason Erik Johnson Jack Johnson Patrick Kane Ryan Kesler Phil Kessel Jamie Langenbrunner – kapitan Ryan Malone Ryan Miller Brooks Orpik Zach Parise Joe Pavelski Jonathan Quick Brian Rafalski Bobby Ryan Paul Stastny Ryan Suter Tim Thomas Ryan Whitney Trener: Ron Wilson | Niklas Bäckström Valtteri Filppula Niklas Hagman Jarkko Immonen Olli Jokinen Niko Kapanen Miikka Kiprusoff Mikko Koivu Saku Koivu – kapitan Lasse Kukkonen Jere Lehtinen Sami Lepistö Toni Lydman Antti Miettinen Antero Niittymäki Janne Niskala Ville Peltonen Joni Pitkänen Jarkko Ruutu Tuomo Ruutu Sami Salo Teemu Selänne Kimmo Timonen Trener: Jukka Jalonen |

### Klasyfikacja końcowa
| Lp. | Drużyna           |
| --- | ----------------- |
|     | Kanada            |
|     | Stany Zjednoczone |
|     | Finlandia         |
| 4   | Słowacja          |
| 5   | Szwecja           |
| 6   | Rosja             |
| 7   | Czechy            |
| 8   | Szwajcaria        |
| 9   | Białoruś          |
| 10  | Norwegia          |
| 11  | Niemcy            |
| 12  | Łotwa             |